# Napier
Napier (Ahuriri em maori) é uma cidade portuária na baía de Hawke, Nova Zelândia. Tem uma população de 58 100 (estimativa de junho de 2009). Está localizada a menos de vinte quilômetros do centro de Hastings, cidade que junto com Napier é chamada de "The Twin Cities" ou "As Cidades Gêmeas". A população da área urbana de Napier-Hastings é aproximadamente de 122 600 habitantes. O centro urbano de Napier-Hastings torna-se a quinta maior área urbana do país.
A cidade está localizada a 319 km (por estrada) a nordeste da capital, Wellington.

## Geografia e história
Napier é uma das mais bonitas e interessantes[parcial?] cidades da Ilha do Norte, que embora seja pequena, possui um monte de facilidades, como se fosse uma cidade de porte maior.
A ponta da Bluff Hill avança mar adentro e é um ponto de referência na cidade.
A cidade se desenvolveu basicamente para o lado direito e para trás do morro que existe na cidade, mas desde 1931 tem crescido também para o lado esquerdo já que antes antes existia uma lagoa cujo fundo se elevou e acabou virando uma imensa área plana após o terremoto de 1931.
Em 3 de fevereiro de 1931, um sismo de 7,9 graus na escala de Richter sacudiu a cidade de Napier e a sua vizinha Hastings. Houve desabamentos e do pânico além de vazamentos de gás que provocaram incêndios e que em poucos minutos se espalharam por quase toda a cidade. A devastação foi total e as cidades reduzidas à cinzas. O terremoto deixou 258 mortos e centenas de feridos. Após esse grande terremoto Napier foi reerguida rapidamente. Usando uma arquitetura inspirada no estilo art déco.
Napier juntamente com Hasting concentram mais prédios em art déco do que qualquer outro local no mundo. A Marineland, em Napier, é o único zoológico marinho na Nova Zelândia.

## Clima

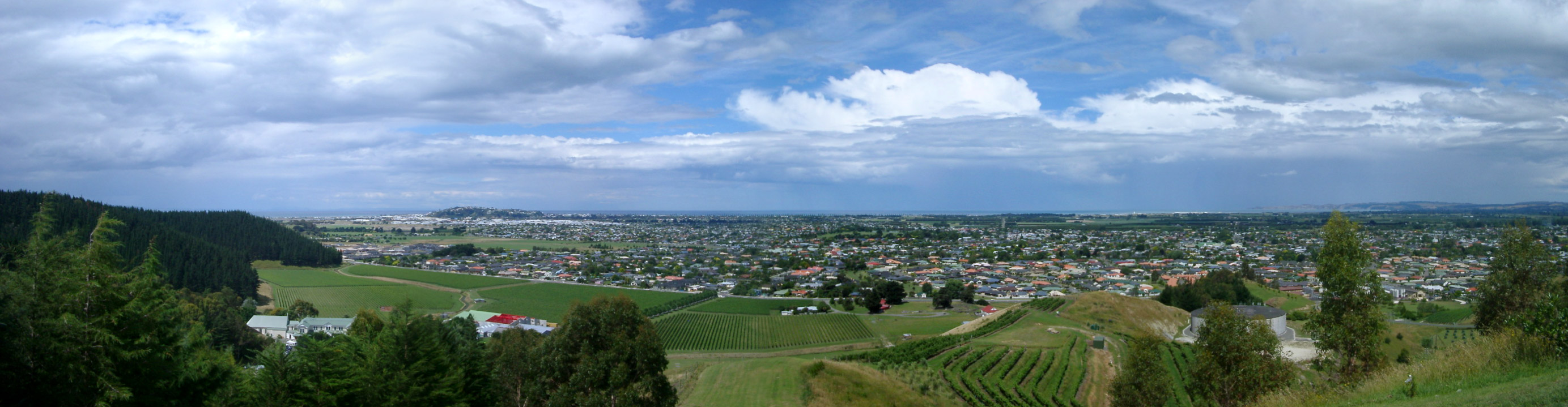
Panorâmica de Napier

| Gráfico climático para Napier            | Gráfico climático para Napier | Gráfico climático para Napier | Gráfico climático para Napier | Gráfico climático para Napier | Gráfico climático para Napier | Gráfico climático para Napier | Gráfico climático para Napier | Gráfico climático para Napier | Gráfico climático para Napier | Gráfico climático para Napier | Gráfico climático para Napier |
| ---------------------------------------- | ----------------------------- | ----------------------------- | ----------------------------- | ----------------------------- | ----------------------------- | ----------------------------- | ----------------------------- | ----------------------------- | ----------------------------- | ----------------------------- | ----------------------------- |
| J                                        | F                             | M                             | A                             | M                             | J                             | J                             | A                             | S                             | O                             | N                             | D                             |
| 64 23 14                                 | 60 23 15                      | 61 21 13                      | 61 18 10                      | 63 17 9                       | 62 14 6                       | 88 13 6                       | 53 14 6                       | 45 16 7                       | 57 18 9                       | 55 19 10                      | 57 22 13                      |
| Temperaturas em °C • Precipitações em mm |                               |                               |                               |                               |                               |                               |                               |                               |                               |                               |                               |